# Средно училище „Желязко Терпешев“ (Любимец)
Средно училище „Желязко Терпешев“ е гимназия в град Любимец, област Хасково. Създадена е през 1944 г. Патрон на училището е Желязко Терпешев. То е разположено на ул. „Одрин“ № 67. През учебната 2023/2024 година в него се обучават около 500 деца. Директор на училището е Атанас Владев.

## История
Старата част от сградата на днешното училище е построена през 1937 г., тогава там се помещава прогимназия на име „Княгиня Мария Луиза“. Благодарение на будни хора през 1944 г. се събират средства, и предимно с доброволен труд се изгражда допълнително крило на училището. Гимназията е открита на 18 декември 1944 г., с указ № 64 на Регентите на Царство България, със съдействието на министъра без портфейл в правителството на Кимон Георгиев – Добри Терпешев. Негов първи директор е Христо Стефанов Шехтов от град Ямбол.